# Jacobus Odé

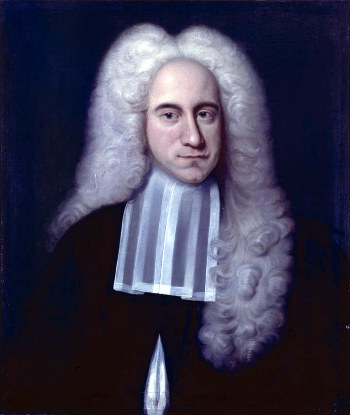
Jacobus Odé (1698-1751) door Johan George Colasius

Jacobus Odé (Zutphen, 11 december 1698 - Utrecht, 28 november 1751) was een Nederlandse hoogleraar in de filosofie, theologie, astronomie, wiskunde en de proefondervindelijke natuurkunde aan de Universiteit van Utrecht.

## Leven en werk
Odé, zoon van Otto Maurits Odé en Cornelia Lydia van Woudenberg, studeerde theologie aan de Universiteit van Harderwijk. Hij promoveerde in 1721 te Utrecht en werd op 24-jarige leeftijd in 1723 buitengewoon hoogleraar in de filosofie te Utrecht. Vier jaar later werd hij in 1727 benoemd tot hoogleraar in de theologie aldaar. In datzelfde jaar promoveerde hij ook in de theologie. Zijn docentschap leidde niet tot een benoeming tot gewoon hoogleraar vanwege de vermoeiende omslachtigheid van zijn onderwijs. In 1730 en 1731 was hij rector magnificus aan de Rijksuniversiteit Utrecht. Vanaf 1736 gaf hij ook colleges in de astronomie en de wis- en natuurkunde. De reden van zijn ontslag in 1743 is onduidelijk. Als proponent mocht Odé wel in kerken een stichtelijk woord spreken, maar niet den dienst des Woords en der sacramenten waarnemen.
Naast hoogleraar was Odé regent van het Sint-Sebastiaans- of Cruysgasthuis te Utrecht.
Odé was drie maal gehuwd en had twee kinderen uit zijn eerste huwelijk en vier uit zijn tweede huwelijk.